# Гурлитт, Луис
Генрих Луис Теодор Гу́рлитт, также Людвиг Гурлитт (нем. Heinrich Louis Theodor Gurlitt, Ludwig Gurlitt; 8 марта 1812, Альтона, Гамбург, тогда Дания — 19 сентября 1897, Наундорф, Диппольдисвальде, Саксония) — немецкий и датский живописец, пейзажист романтического направления гамбургской и дюссельдорфской школ.

## Биография
Луис Гурлитт родился в семье золотых дел мастера и впоследствии фабриканта Иоганна Августа Вильгельма Гурлитта (1774—1855) и его супруги Элены Эбершейн (1784—1855) в пригороде Гамбурга Альтоне, находившимся тогда во владениях Дании. Семья, в которой было 18 детей, жила небогато. В школьные годы он был известен как образцовый ученик, а его талант к рисованию поощрялся с раннего возраста. Свое первое обучение рисунку и живописи он получил около 1826 года у Антона Карла Душа и Гюнтера Генслера, который был другом семьи Гурлиттов.
В 1828—1832 годы Луис был учеником и помощником художника Зигфрида Детлефа Бендиксена, в 1832—1834 — занимался в датской Королевской академии искусств в Копенгагене, под руководством профессоров К. В. Эккерсберга и Й. Л. Лунда. Здесь в полной мере раскрылось дарование Гурлитта как пейзажиста.
В 1832 году Гурлитт отправился в Норвегию в сопровождении своего друга Адольфа Кисте. Путешествие помогло ему выработать зрелый живописный стиль. В 1835 году его друзья-художники Вильгельм Николай Марстранд, Иоганн Пауль Мор и Иоганн Генрих Мартенс сопровождали его во время второй поездки в Норвегию в регион Телемарк к водопаду Рьюканфоссен. Гурлитт отправился в одиночку в Улленсванг, затем в Берген и, наконец, в Итретокен. Осенью 1835 года, после многих остановок в Норвегии, он создал впечатляющие пейзажи.
Семейная жизнь художника вначале складывалась несчастливо. В 1837 году он женился на датчанке Элизе Саксильд, которая умерла в 1839 году. 5 июля 1844 года его вторая жена, Жюли, урожденная Бюргер (* 1823), на которой он женился только в 1843 году, умерла от тифа и была похоронена на Кампо-Санто-Тевтонико. В третьем браке (1847) он был женат на Елизавете Левальд (1823—1909), сестре знаменитой писательницы Фанни Левальд.
У Луиса и Елизаветы родились семеро детей, в том числе историк архитектуры Корнелиус Гурлитт, педагог Людвиг Гурлитт, антиквар Фриц Гурлитт, археолог Вильгельм Гурлитт.
В 1842 году он переехал в Дюссельдорф, где познакомился с известными художниками дюссельдорфской школы живописи, такими как Андреас Ахенбах и Карл Фердинанд Зон.
Позднее он совершил многочисленные учебные поездки практически во все страны Европы. С начала 1844 года по осень 1846 года он жил в Риме, где стал членом Ассоциации немецких художников (Deutschen Künstlervereins). С 1851 года Гурлитт жил в Вене, где регулярно принимал участие в выставках Венского художественного объединения (Wiener Kunstvereins), основанного в 1830 году.
В марте 1860 года Гурлитт, по совету друзей-художников и по приглашению Саксен-Кобург-Готского герцога Эрнста II, переехал в его столицу Гота и получил возможность оборудовать мастерскую в замке Мёнхсхоф. Там же жил писатель Густав Фрейтаг, с которым Гурлитт был дружен. В Готе художник провёл семнадцать наиболее плодотворных лет своего творчества. Позднее он жил в Дрездене и Плауэне, и наконец в Штеглице близ Берлина.
Художник скончался через несколько дней после своей третьей свадьбы на летней даче в Наундорфе.

## Галерея

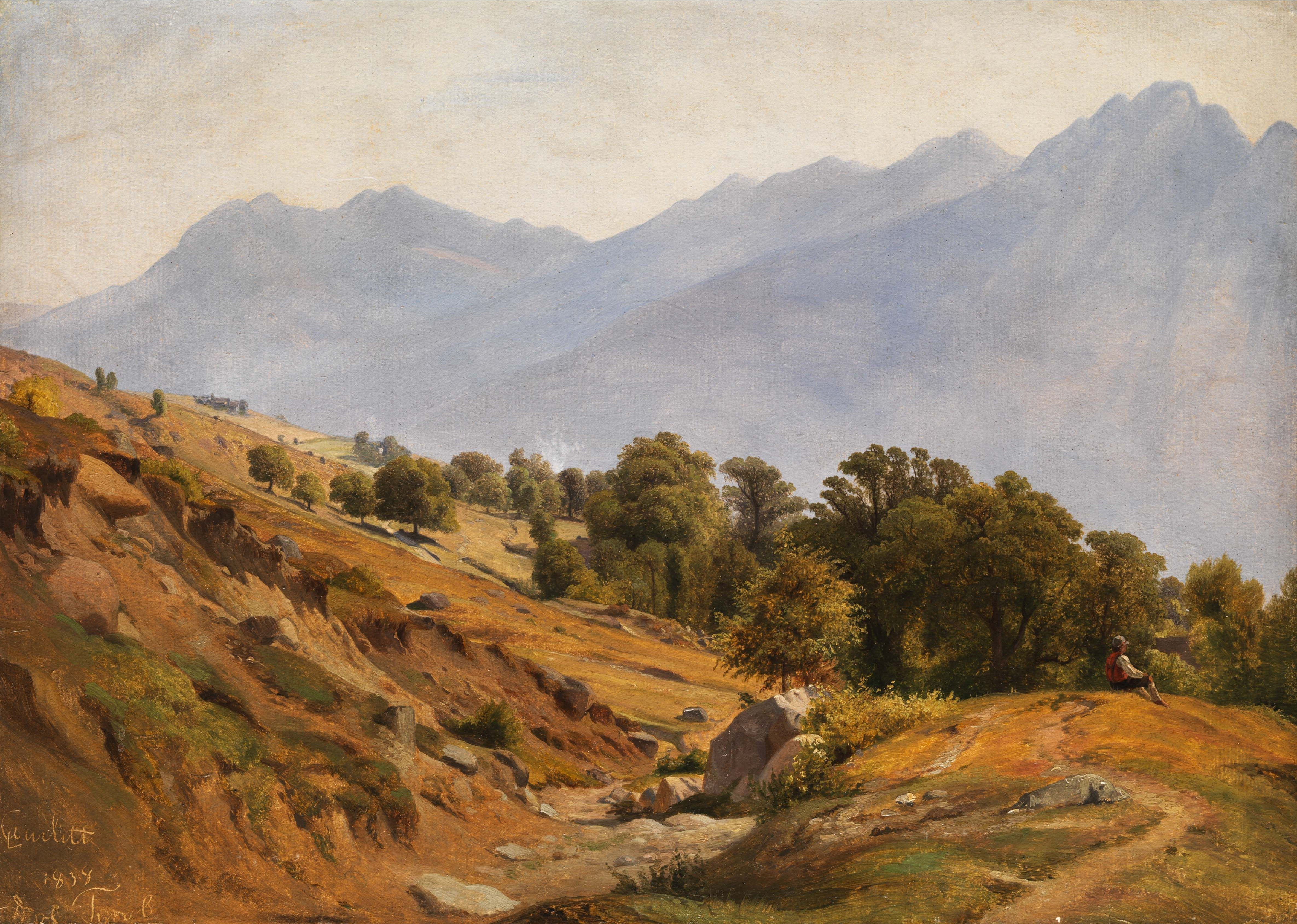
Горный пейзаж в Тироле. 1838. Дерево, масло. Частное собрание
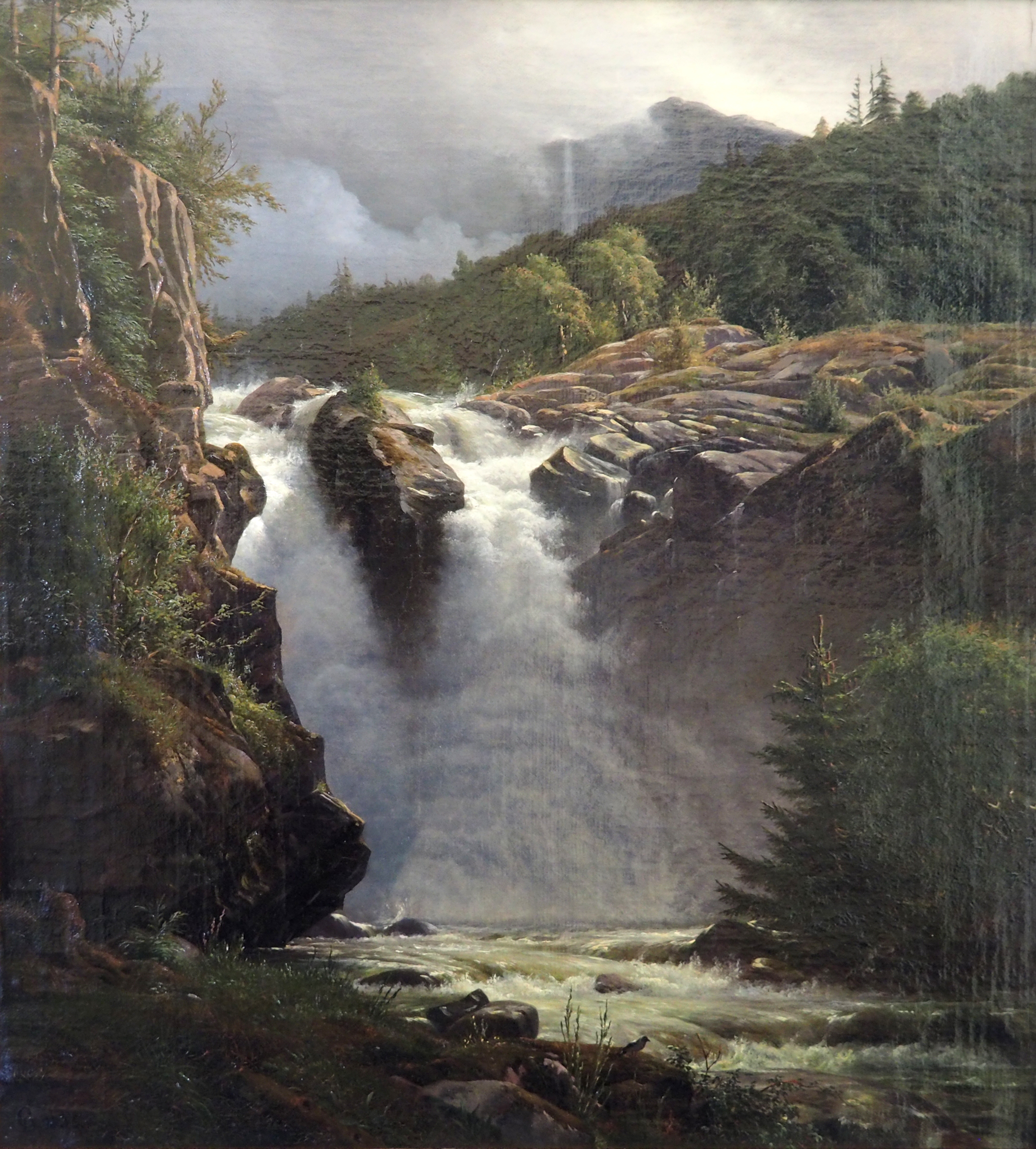
Водопад в Норвегии. 1835. Холст, масло. Городской музей, Фленсбург
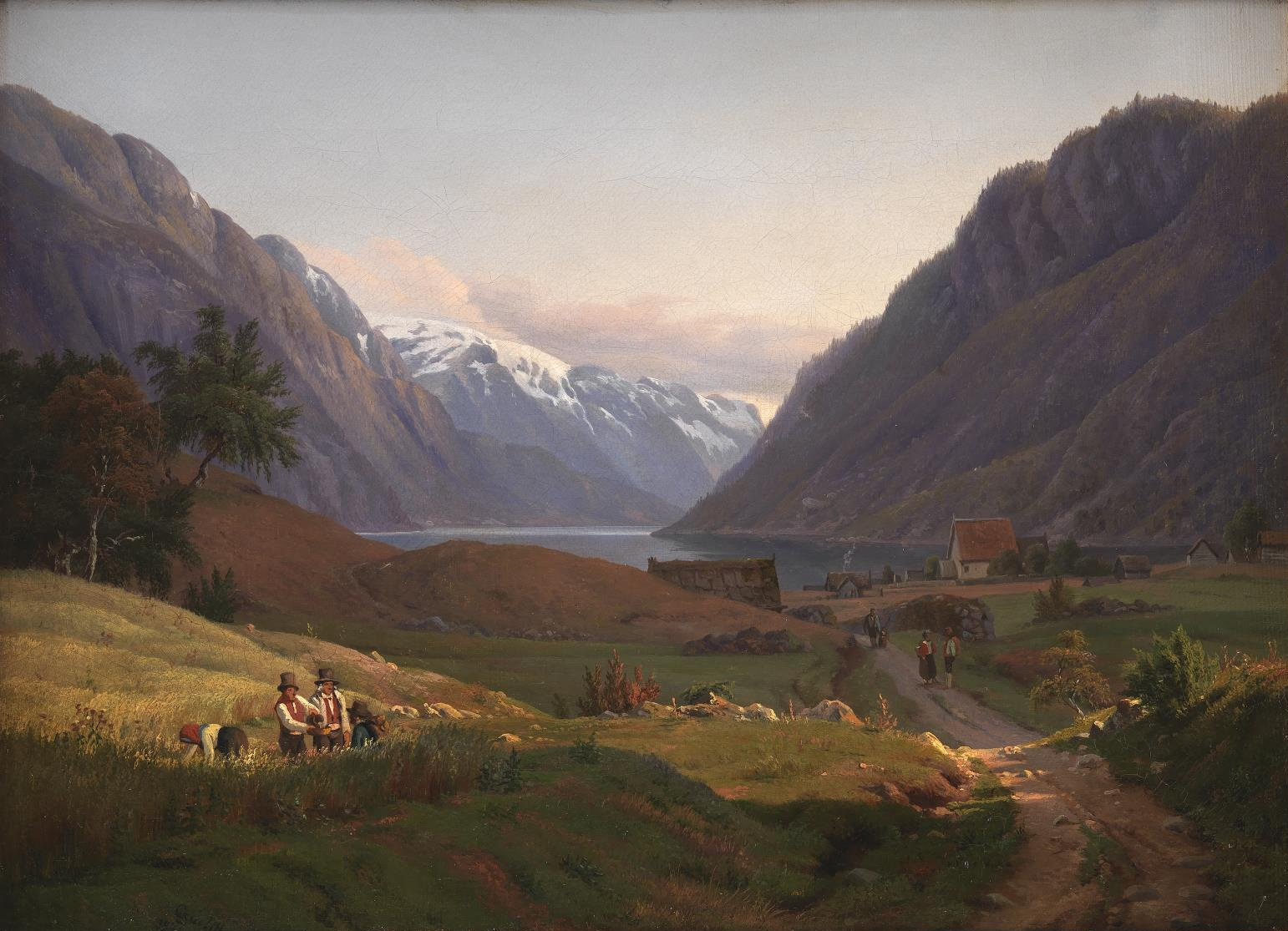
Вид на Одду на Сёр-фьорде в Хардангере, Норвегия. Утренний свет. 1836. Холст, масло. Государственный музей искусств, Копенгаген
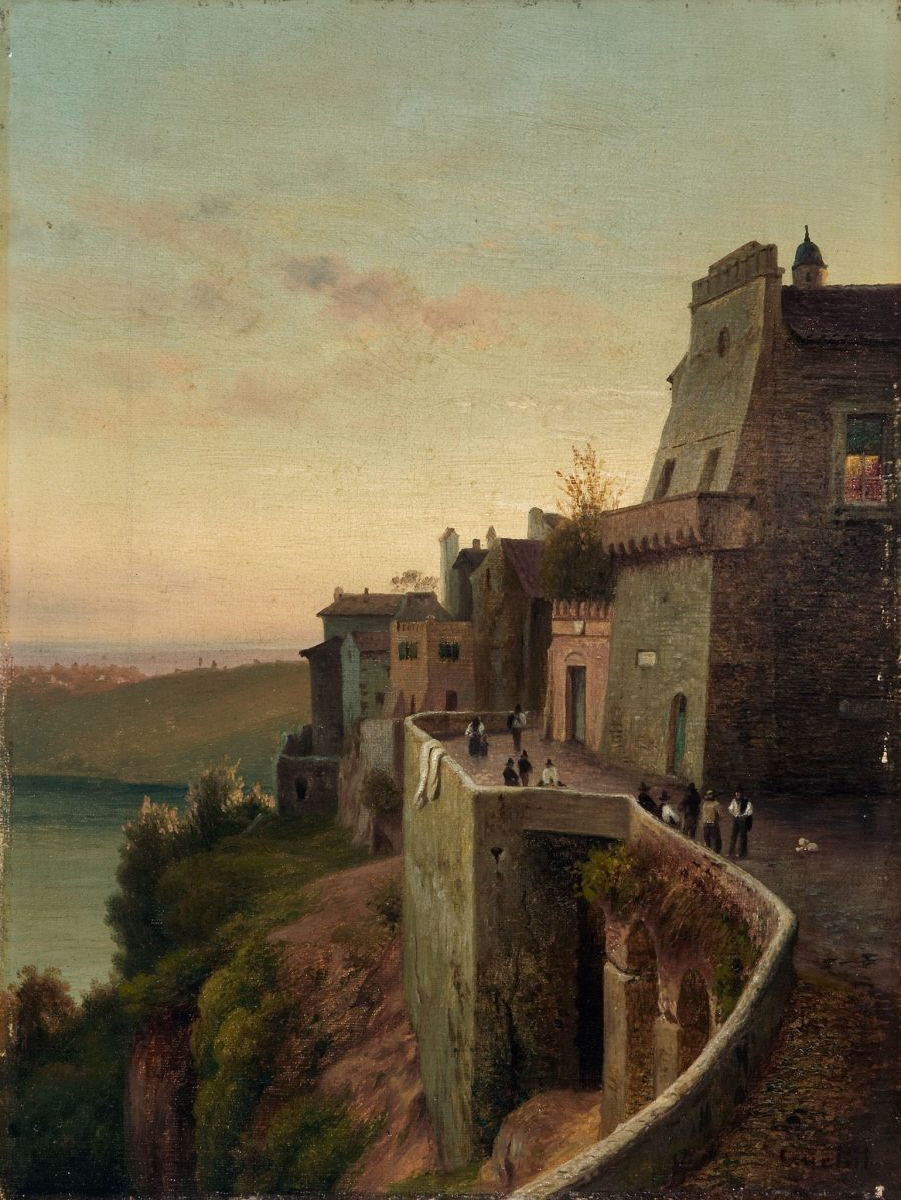
Вечер на озере Неми. Ок. 1844. Холст, масло. Частное собрание
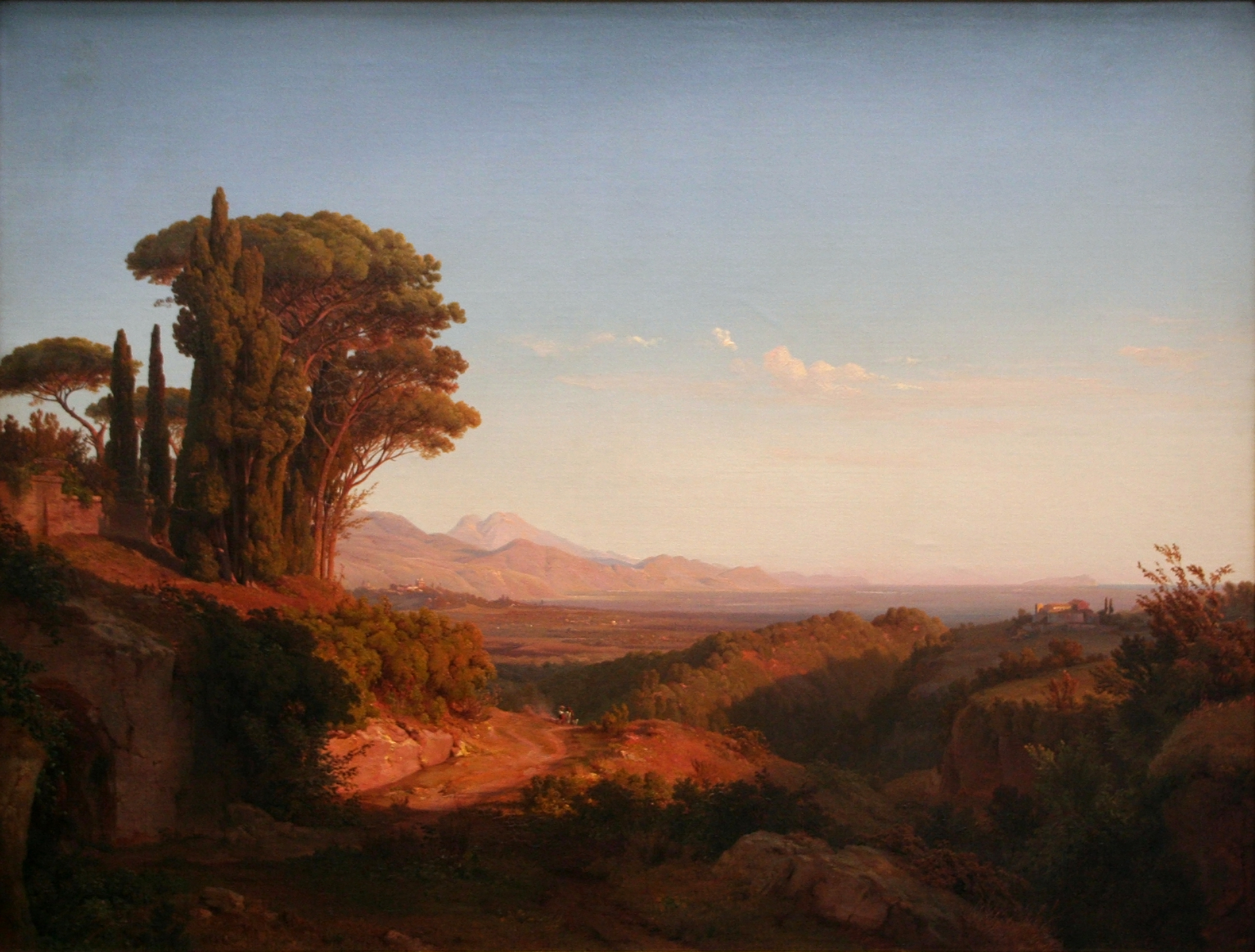
Альбанские горы. 1850. Холст, масло. Старая национальная галерея, Берлин
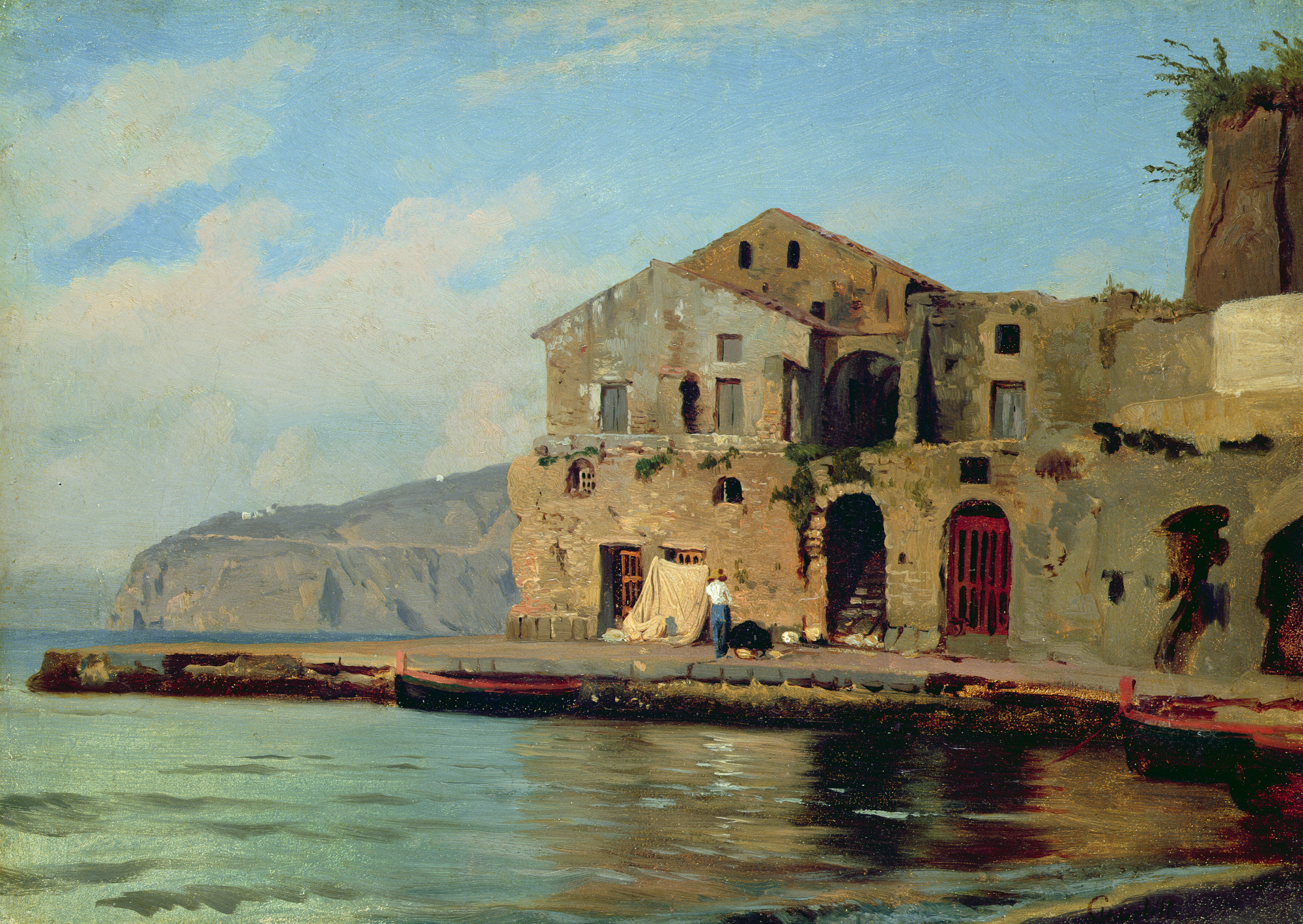
Дом у моря близ Сорренто. Ок. 1843. Бумага на холсте, масло. Кунстхалле, Гамбург